# Januari 2007
Dit artikel geeft een chronologisch overzicht van belangrijke gebeurtenissen per dag in de maand januari van het jaar 2007.

## Gebeurtenissen

### 1 januari

1 januari - Bulgarije en Roemenië worden lid van de EU

- In Indonesië stort Adam Air Vlucht 574 van Adam Air neer in zee voor de kust van Celebes. Alle 102 inzittenden komen om.
- Op advies van brandweer, politie, reddingsbrigade, gezondheidsdiensten en de gemeente is de nieuwjaarsduik in Scheveningen voor de eerste keer in 39 jaar afgelast vanwege de harde wind. De duiken in Zandvoort en andere Noord-Hollandse badplaatsen gaan wel gewoon door.
- Vanaf vandaag tot eind 2008 is België lid van de Veiligheidsraad van de Verenigde Naties.
- De Zuid-Koreaan Ban Ki-moon volgt de Ghanees Kofi Annan na een ambtstijd van tien jaar op als secretaris-generaal van de VN.
- Bulgarije en Roemenië worden lid van de Europese Unie; Duitsland is het komende halfjaar EU-voorzitter; Slovenië voert de euro in.
- Gemeentelijke herindeling in Nederland: diverse gemeenten in de provincies Noord-Holland en Limburg worden samengevoegd.
- Duitsland wordt voorzitter van de G8.
- Koninklijke TNT Post verhoogt de posttarieven. Een brief versturen tot 20 gram kostte voorheen 39 eurocent, vanaf nu 44 cent. Het 78-centtarief wordt 88 cent, enz.
- Raymond van Barneveld wordt wereldkampioen darten in het Engelse Purfleet. In de finale verslaat hij Phil "The Power" Taylor.
- In Epcot wordt het themagebied Wonders of Life samen met de attracties die zich hier bevinden gesloten.

### 2 januari
- Vanwege de bomaanslag door de ETA op 30 december j.l. stopt de Spaanse regering definitief met onderhandelingen met de ETA.

### 3 januari
- De kabinetsformatie Nederland 2006-2007 wordt hervat op een geheime locatie, door De Telegraaf onthuld als het koetshuis van het landgoed Lauswolt in het Friese Beetsterzwaag.
- De veertienjarige Engelse Michael Perham is de jongste zeezeiler ooit die alleen de Atlantische Oceaan van Gibraltar naar Antigua is overgestoken.
- De voormalige Amerikaanse president Gerald Ford wordt begraven in Grand Rapids (Michigan).
- In India begint de grootste bedevaart ter wereld, de driejaarlijkse Kumbh Mela, het feest der kruiken. Tot 26 februari reizen 70 miljoen hindoes naar Allahabad om een ritueel bad te nemen in de Ganges.

### 4 januari
- In Houten zijn langs de spoorlijn Utrecht – Geldermalsen bij archeologisch onderzoek resten van een verharde weg gevonden die mogelijk onderdeel zijn van de Limes, de noordgrens van het Romeinse Rijk uit de eerste eeuw.
- 2007 zal het warmste jaar ooit worden, wordt voorspeld door het Britse Met Office. Dit als gevolg van het broeikaseffect en de te verwachten El Niño.

### 5 januari
- De visserij op ansjovis bij Patagonië bedreigt het ecosysteem. Pinguïns, aalscholvers, sterns, zeeleeuwen en dolfijnen hebben daardoor minder voedsel ter beschikking.
- Prins Laurent van België kan als getuige opgeroepen worden in het proces rond het Marineschandaal: de woning van de Prins in Tervuren zou met fraudegeld afkomstig van de Belgische marine verbouwd zijn.

### 6 januari
- Wetenschappers van de Universiteit van Californië hebben een nieuwe methode gevonden om blauwe leds te produceren. Het betreft een p-type zinkoxide, dat goedkoper is dan het nu gebruikte galliumnitride, en wordt gemaakt met de opdamptechniek CVD met als doper fosfor.

### 7 januari
- Vlak voor zijn installatie als aartsbisschop van Warschau is de wegens spionage in opspraak geraakte Stanisław Wielgus teruggetreden. Zijn voorganger blijft voorlopig langer in het ambt.

### 8 januari
- De Europese Unie meldt een groot tekort aan tolken in het Iers-Gaelisch dat net als het Roemeens en Bulgaars op 1 januari 2007 een officiële werktaal werd.
- In de omgeving van Geldermalsen heeft het treinverkeer enige tijd stilgelegen als gevolg van diefstal van koperdraden. De laatste tijd wordt regelmatig koper gestolen als gevolg van de hoge metaalprijzen.
- Rusland stopt de doorvoer van aardolie via Wit-Rusland naar andere Europese landen omdat Wit-Rusland onrechtmatig olie zou aftappen. Beide landen zijn met elkaar in conflict nadat Rusland einde 2006 de gasprijzen voor Wit-Rusland verdubbelde; Wit-Rusland verhoogde begin 2007 de belasting op de doorvoer van de Russische aardolie.

### 9 januari
- De Amerikaanse atoomonderzeeboot USS Newport News komt in de Straat van Hormuz in aanvaring met de Japanse supertanker Mogamigawa.
- De Belgische prins Laurent heeft voor de rechtbank in Hasselt een getuigenis afgelegd. Laurent werd een kwartier lang ondervraagd over zijn betrokkenheid bij een fraudezaak omtrent de Belgische marine.
- Bij hevige gevechten tussen Amerikaanse soldaten en soennitische opstandelingen in het centrum van Bagdad vinden tientallen soennieten de dood.

### 10 januari
- Voor de derde dag op rij voeren Amerikanen bombardementen uit op het zuiden van Somalië.
- President George W. Bush maakt bekend dat hij nog 21.500 militairen naar Irak wil sturen.
- Pieter van Vollenhoven en Prinses Margriet zijn 40 jaar met elkaar getrouwd.

### 11 januari
- Wit-Rusland en Rusland hebben hun conflict over de energieprijzen voorlopig bijgelegd waardoor er weer aardolie via de oliepijpleidingen naar diverse Europese landen zal gaan stromen.
- In Oostenrijk is een nieuwe regering beëdigd bestaande uit de christendemocratische ÖVP en de sociaaldemocratische SPÖ. Alfred Gusenbauer van de SPÖ is de nieuwe bondskanselier.
- Vietnam wordt lid van de Wereldhandelsorganisatie, als 150ste.

### 12 januari
- Na Philips en Ahold gaat nu ook AkzoNobel, na een eeuw in Arnhem gehuisvest te zijn geweest, haar hoofdkantoor verhuizen naar Amsterdam.
- De Argentijnse oud-president Isabel Perón wordt in Madrid gearresteerd op verdenking van betrokkenheid bij een verdwijningszaak uit 1976.
- Het Revius Lyceum in Doorn wordt ontruimd vanwege een gaslek.
- Voormalig VVD-Tweede Kamerlid Patricia Remak wordt veroordeeld tot een gevangenisstraf van een jaar, waarvan 3 maanden voorwaardelijk, wegens uitkeringsfraude.
- De afgelopen nacht op de Amerikaanse ambassade in Athene gepleegde raketaanval wordt opgeëist door de extreemlinkse Griekse terreurbeweging Revolutionaire Strijd. Wikinieuws
- Twee rivaliserende groepen jongeren achtervolgen elkaar met hoge snelheid in Wapenveld en een van de auto's klapt tegen een boom aan. Uiteindelijk komen alle vier inzittenden, afkomstig uit Heerde, om het leven. Twee broers van 18 en 21 jaar en een man van 22 overlijden ter plekke. Een 19-jarig meisje overlijdt een week later in het ziekenhuis.

### 13 januari
- Vanwege de bomaanslag door de ETA op 30 december j.l. protesteren honderdduizenden mensen in diverse Spaanse steden tegen de ETA, onder andere in Spaans Baskenland.

### 14 januari
- De Franse regeringspartij UMP kiest Nicolas Sarkozy als kandidaat voor de presidentsverkiezingen in april.
- De Amerikaanse minister van Buitenlandse Zaken Rice vertelt de Palestijnse president Abbas nog kansen te zien voor de Routekaart naar vrede.

### 15 januari
- Schotse wetenschappers hebben kippen gefokt die eieren leggen met potentiële medicijnen in het eiwit.
- De ijsvogel vaart wel bij het warme winterweer in West-Europa. Het aantal broedparen neemt toe. De ijsvogel is echter nog altijd bedreigd.
- Saddam Hoesseins halfbroer, Barzan Ibrahim al-Tikriti, en de voormalige opperrechter van Irak, Awad al-Bandar, worden opgehangen.

### 16 januari
- Een opgepakte verdachte bekent een dubbele verkrachting en de moord op de 12-jarige Suzanne Wisman uit Tweede Exloërmond.
- In de Australische deelstaat Victoria en vooral in de miljoenenstad Melbourne is op grote schaal de elektrische stroom uitgevallen.
- Volgens de Israëlische krant Haaretz hebben er in de periode 2004-2006 geheime vredesbesprekingen tussen Syrië en Israël plaatsgevonden met als inzet de Golanhoogten. Door beider regeringen wordt dit echter ontkend.
- De Duitse christendemocraat Hans-Gert Pöttering wordt tot voorzitter van het Europees Parlement verkozen.

### 17 januari
- De Marokkaans-Nederlandse moslima Esmaa Alariachi wint in de categorie Bekende Nederlander met een score van 123 De Nationale IQ Test 2007.
- Uit de tuin van het Singer Museum te Laren zijn diverse bronzen beelden gestolen, waaronder De Denker van Rodin. Het vermoeden bestaat dat er een bende bronsdieven actief is.
- De federale regering van België bepaalt de federale verkiezingen op 10 juni, twee weken voorafgaand aan het ultimatum gesteld door het Grondwettelijk Hof inzake de kieskring Brussel-Halle-Vilvoorde.
- Een weerfront met veel ijzel en sneeuwval heeft in de Verenigde Staten in totaal 54 slachtoffers gemaakt. In Californië is een groot deel van de fruitoogst bevroren.

### 18 januari
- Het KNMI vaardigt voor de zeer zware storm die deze dag over West-Europa raast een weeralarm uit. De storm met de naam Kyrill is de op een na zwaarste storm sinds 1990 en veroorzaakt in heel Europa minimaal 45 doden. In Nederland komen door de storm zeven personen om het leven, in België drie. 's Avonds komt het treinverkeer in Nederland stil te liggen. De zwaarste windstoot bedraagt 133 kilometer per uur, gemeten te Wilhelminadorp. Bomen waaien om, er doen zich veel ongelukken voor en er is de nodige wateroverlast.Wikinieuws
- De Beierse minister-president Edmund Stoiber deelt mee op 30 september aanstaande af te treden. Redenen zijn een terugval van zijn partij de CSU alsmede een spionageaffaire.
- In Nederland wordt onder de naam Opinio een nieuw opinietijdschrift van links-conservatieve snit uitgebracht.

### 19 januari
- De Armeens-Turkse journalist Hrant Dink die zich bezighield met de Armeense Genocide en de positie van de Armeniërs in Turkije wordt vermoord.
- Door een explosie raken in Uruzgan vijf Nederlandse militairen gewond.
- Het Tsjechische parlement stemt in met een nieuwe centrumrechtse minderheidsregering onder leiding van premier Mirek Topolánek.
- Israël maakt honderd miljoen dollar aan ingehouden belastinggeld over aan de Palestijnse president Abbas, voor het eerst sinds Hamas de verkiezingen won.

### 20 januari
- Irakoorlog: het Amerikaanse leger zegt dat een van de helikopters is neergestort ten noordoosten van Bagdad, met als gevolg de dood van alle 13 passagiers.

### 21 januari
- Na de storm Kyrill is het nieuwe Berlin Hauptbahnhof voor de tweede keer deze week ontruimd als gevolg van stormschade.
- Bij de parlementsverkiezingen in Servië is de Radicale Partij als grootste uit de bus gekomen. Deze partij is tegen onafhankelijkheid van Kosovo en tegen uitlevering van generaal Mladić aan het Joegoslavië-tribunaal. De partijen die voor de Europese Unie zijn, hebben de meerderheid behaald.

### 22 januari
- In Zweden heeft zich de tot nu toe grootste internetfraude ter wereld voorgedaan, een bank is voor 900 000 euro opgelicht.
- In het Japanse Kobe beraden experts zich over maatregelen om de door overbevissing bedreigde tonijn van uitsterven te redden; het WNF waarschuwt voor het verdwijnen van de blauwvintonijn uit de Middellandse Zee.
- In de Belgische plaats Dinant raakt een directeur van een technische school zwaargewond doordat hij door een zestienjarige leerling wordt neergestoken.
- Bij een aanslag op een markt in de Iraakse stad Bagdad vallen 88 doden.

### 23 januari
- De Amerikaanse president Bush vraagt in zijn State of the Union om steun voor zijn voornemen om 21 000 extra soldaten naar Irak te zenden.
- Het dagblad Het Laatste Nieuws beschuldigt ploegleider Patrick Lefevere ervan zijn wielrenners al jarenlang aan te zetten tot dopinggebruik. Hij ontkent alle beschuldigingen. Renner Johan Museeuw bekent vervolgens aan het einde van zijn carrière doping te hebben gebruikt.
- De hiërogliefen op reliëfs van het UNESCO werelderfgoed El Tajín in Mexico zullen binnen enkele tientallen jaren verdwijnen als gevolg van zure regen veroorzaakt door energiecentrales en olieraffinaderijen rond de Golf van Mexico.
- Dagblad De Pers verschijnt voor het eerst in Nederland. Het is de derde gratis krant.

### 24 januari
- Op het zuidelijk halfrond is de komeet McNaught met het blote oog zichtbaar.
- De Belgische politie opent de website E-cops waarop internetmisdrijven gemeld kunnen worden.
- International Film Festival Rotterdam (tot 4 februari).

### 25 januari
- De Israëlische president Katsav gaat met een drie maanden durend verlof vanwege beschuldigingen van onder meer verkrachting en seksuele intimidatie. Hij zal worden waargenomen door parlementsvoorzitter Dalia Itzik.
- De Belgische kroonprins Filip veroorzaakt opschudding door tijdens een paleiselijke nieuwjaarsreceptie twee hoofdredacteuren op negatieve wijze te bekritiseren.
- Bij gewelddadige rellen die sinds eergisteren in Libanon tussen voor- en tegenstanders (laatsten o.a. van Hezbollah) van de regering van premier Siniora gaande zijn, zijn tot nu toe 35 personen om het leven gekomen.
- Gedichtendag in Nederland en België.

### 26 januari
- De Algemene Vergadering van de Verenigde Naties neemt zonder hoofdelijke stemming een resolutie aan waarin het ontkennen van de Holocaust wordt veroordeeld. Het enige verzet komt van de kant van Iran.
- De achttien EU-landen die de Europese Grondwet aannamen, houden in Madrid een gezamenlijke bijeenkomst om te trachten deze grondwet doorgang te laten vinden. De zeven landen waar nog een beslissing hierover moet worden genomen zijn eveneens uitgenodigd, tegenstemmers Frankrijk en Nederland niet.
- Vaccins tegen bof, mazelen en rodehond veroorzaken volgens de Gezondheidsraad geen autisme.
- In Singapore worden ondanks protesten van de VN de Nigeriaanse voetballer Iwuchukwu Amara Tochi (22) en de volgens Singapore stateloze Okeke Nelson Malachy (35) ter dood gebracht vanwege de smokkel van 727 gram heroïne.
- Michel Platini wordt op het UEFA congres in Düsseldorf gekozen als nieuwe UEFA-voorzitter.

### 27 januari
- Het Woordenboek der Nederlandsche Taal (WNT) is met ingang van vandaag op het internet te raadplegen, de toegang is gratis. Het is het grootste woordenboek van het Nederlands.

### 28 januari
- Op de dag voordat de sjiitische herdenking van Asjoera plaatsvindt, wordt nabij de Iraakse stad Najaf hevig gevochten tussen de sekte Soldaten van de Hemel en het Iraakse en Amerikaanse leger. Ongeveer 250 sekteleden worden daarbij gedood.
- Erwin Vervecken volgt na een incidentrijk wereldkampioenschap veldrijden in het Vlaamse Hooglede-Gits zichzelf op als wereldkampioen. Topfavorieten Sven Nys en Bart Wellens komen ten val.
- Van de 40 000 huismussen die tien jaar geleden nog in Amsterdam leefden zijn er nog slechts ruim 5000 over. Zij vallen ten offer aan de sperwers die in groten getale vanuit de bossen de stad opzoeken, aldus stadsecoloog Martin Melchers in het radioprogramma Vroege Vogels.

### 29 januari
- De Knesset gaat akkoord met de benoeming van Raleb Majadele van de Arbeiderspartij tot minister zonder portefeuille in de Israëlische regering waarin hij de eerste Arabische moslim ooit is.
- Voor het eerst wordt er een Palestijnse zelfmoordaanslag uitgevoerd in de Zuid-Israëlische badplaats Eilat; vier personen onder wie de dader komen daarbij om het leven.
- In Den Haag komt de 25-jarige Pascal Triep om het leven na een steekincident. De zaak krijgt een lange nasleep omdat het Algemeen Dagblad een filmpje van het incident publiceert op zijn website.

### 30 januari
- Een Zenit-3SL raket, met een communicatiesatelliet van het Nederlandse bedrijf SES NEW SKIES aan boord, explodeert tijdens de lancering vanaf Sea Launch.
- Uit een onderzoek van de Universiteit Gent blijkt dat een hoog gehalte geslachtshormoon probleemgedrag veroorzaakt, zoals testosteron dat bij jongens agressie, en oestradiol dat bij meisjes overemotioneel gedrag veroorzaakt.
- Volgens een uitgelekt ontwerp-rapport van de klimaatcommissie van de Verenigde Naties zou het Australische Groot Barrièrerif, het grootste koraalrif ter wereld, binnen enkele decennia volledig kunnen verdwijnen als gevolg van de opwarming van de Aarde.
- Bij Stonehenge worden door archeologen resten van een dorp gevonden. Mogelijk woonden hier de bouwers van het prehistorische monument.
- Minister Peijs geeft het startsein tot de bouw van de Hanzelijn tussen Lelystad en Zwolle.
- Microsoft lanceert het nieuwe besturingssysteem Windows Vista.
- Bij een brand op een trawler in de haven van Velsen ontsnappen grote hoeveelheden blauwzuurgas en koolstofmonoxide. Wikinieuws
- Vanaf vandaag geldt er een bestand tussen Fatah en Hamas. Afgelopen weekeinde kwamen er in de Palestijnse Gebieden bij schermutselingen tussen beiden dertig personen om het leven.

### 31 januari
- Januari 2007 is in Nederland met gemiddeld 7,1 °C de zachtste januari sinds het begin van de metingen door wateropziener Cruquius ruim driehonderd jaar geleden. Het vorige record, gemiddeld 6,2 graden in januari 1921, 1975 en 1983 is zelfs met bijna een hele graad overtroffen.
- Hugo Chávez heeft voor de komende 18 maanden alle macht naar zich toegetrokken in Venezuela. Dit kon doordat het parlement een wet aannam waarmee het zichzelf buitenspel zette. Dat gebeurde geheel in de stijl van de Chávez, met een stemming op een groot plein in Caracas.

<< · januari · februari · maart · april · mei · juni · juli · augustus · september · oktober · november · december · >>